# Almelo Phantoms
Almelo Phantoms was een Americanfootballteam uit Almelo die aangesloten waren bij de American Football Bond Nederland. Het team was actief in de tweede divisie.